# تراغانا (فثيوتيس)
تراغانا (Τραγάνα) هي مدينة في فثيوتيس في مقاطعة كينتريكي إلادا في اليونان.